# Сабельников, Тихон Васильевич
Тихон Васильевич Сабельников (1892—1946) — русский офицер, герой Первой мировой войны, участник Белого движения.

## Биография
Из крестьян Курской губернии. Образование получил в Курском реальном училище.
В 1914 году окончил Владимирское военное училище, откуда выпущен был подпоручиком в 67-й пехотный Тарутинский полк, в рядах которого и вступил в Первую мировую войну. Удостоен ордена Св. Георгия 4-й степени
За то, что в бою 8 ноября 1914 года, при наступлении на д. Воля-Пржетовска, когда наш боевой порядок подвергся сильному фланговому ружейному и пулеметному огню от д. Тарнавка, по собственной инициативе, переменил со своей ротой под сильным огнем направление на д. Тарнавка, бросился в атаку, выбил противника из окопов и захватил в плен 50 человек и один пулемет.
Произведен в поручики 28 марта 1916 года, в штабс-капитаны — 2 апреля того же года. 27 мая 1917 года переведен в 551-й пехотный Великоустюжский полк.
В Гражданскую войну участвовал в Белом движении в составе Вооруженных сил Юга России и Русской армии. Эвакуировался из Крыма на корабле «Кизил Ермак».
С 1926 года в эмиграции во Франции. Жил в Булонь-Бийанкуре, работал на заводе Рено. С 1937 года состоял секретарем Русских объединений пригородов Парижа от Булонь-Бийанкур. В 1938 году был избран в правление Союза георгиевских кавалеров, где исполнял обязанности секретаря. Умер в 1946 году. Похоронен в Булонь-Бийанкуре.

## Награды
- Орден Святой Анны 4-й ст. с надписью «за храбрость» (ВП 22.01.1915)
- Орден Святого Станислава 3-й ст. с мечами и бантом (ВП 22.01.1915)
- Орден Святого Георгия 4-й ст. (ВП 20.05.1915)
- Орден Святой Анны 3-й ст. с мечами и бантом (ВП 27.05.1915)